# Седаяха (приток Енъяхи)
Седаяха (устар. Седэ-Яха) — река в России, протекает в Ямало-Ненецком АО. Устье реки находится в 63 км по левому берегу реки Енъяха. Длина реки составляет 13 км.

## Данные водного реестра
По данным государственного водного реестра России относится к Нижнеобскому бассейновому округу, водохозяйственный участок реки — Пур, речной подбассейн реки — подбассейн отсутствует. Речной бассейн реки — Пур.
Код объекта в государственном водном реестре — 15040000112115300063146.